# Cena Izvestijí 1992
Dvacátý pátý ročník Ceny Izvestijí se konal od 15. do 21. 12. 1992 v Moskvě a Petrohradu. Zúčastnilo se sedm reprezentačních mužstev a druhý tým Ruska. Mužstva byla rozdělena do dvou skupin po čtyřech, ve kterých se utkala systémem každý s každým. Vítězové skupin se utkali o první místo, druzí hráli o třetí místo atd.

## Výsledky a tabulka

### Skupina A
|    |           | ČSFR           | RUS I | SUI       | CAN    | V | R | P | Skóre | B |
| 1. | ČSFR      | Československo | 4:2   | 7:2       | 4:4    | 2 | 1 | 0 | 15:8  | 5 |
| 2. | Rusko I   | 2:4            | Rusko | 4:1       | 4:3    | 2 | 0 | 1 | 10:8  | 4 |
| 3. | Švýcarsko | 2:7            | 1:4   | Švýcarsko | 3:2    | 1 | 0 | 2 | 6:13  | 2 |
| 4. | Kanada    | 4:4            | 3:4   | 2:3       | Kanada | 0 | 1 | 2 | 9:11  | 1 |

 Rusko I -  Švýcarsko 4:1 (2:0, 0:0, 2:1)
15. prosince 1992 - Moskva

Branky a nahrávky Ruska I: 1. Alexej Jefimov (Vjačeslav Bykov), 3. Sergej Petrenko, 46. Oleg Malcev (Oleg Davydov), 54. Igor Fedulov.

Branky a nahrávky Švýcarska: 52. Roger Thony.

Rozhodčí: Anton Danko (TCH) - Igor Striganov (RUS), A. Čerenkov (RUS).
Rusko: Alexej Červjakov - Sergej Sorokin, Alexandr Karpovcev, Sergej Šendělev, Dmitrij Frolov, Oleg Davydov, Andrej Šapošnikov, Dmitrij Filimonov, Ilja Bjakin - Jan Kaminsky, Alexej Jašin, Sergej Petrenko - Alexey Jefimov, Vjačeslav Bykov, Michail Volkov - Konstantin Astrachancev, Igor Fedulov, Oleg Malcev - Dmitrij Popov, Vladimir Jeremin, Andrej Nikolišin.
Švýcarsko Renato Tosio - Sven Leuenberger, Andre Künzi, Andreas Beutler, Martin Rauch, Patrick Sutter, Samuel Balmer, Rick Tschumi, Luigi Riva - Manuele Celio, Bruno Erni, Roger Teuni - Keith Fair, Alfred Luthi, Patrick Howald - Mario Brodmann, Roberto Triulzi, Gilles Montandon - Andreas Thon, Theo Wittmann, Christian Weber.
 Kanada -  Československo 4:4 (0:1, 3:2, 1:1)
15. prosince 1992 - Moskva

Branky a nahrávky Kanady: 36:05 Eric Bellrose (Brett Lindros), 36:17 Jean-Yves Roy (Todd Hlushko), 37:53 Jean-Yves Roy, 40:43 Mike Brewer (Jean-Yves Roy).

Branky a nahrávky Československa: 14:47 Richard Žemlička (Ján Varholík, Ľubomír Sekeráš), 26:06 Ján Varholík (Tomáš Kapusta), 28:59 Tomáš Kapusta (Roman Horák), 52:45 Tomáš Kapusta.

Rozhodčí: Valerij Bokarev (RUS) - Sergej Feofanov (RUS), Sergej Karabanov (RUS)

Vyloučení: 4:3 (1:1)
Kanada: Derek Meyer - David Harlock, Ken Lavsin, Garth Premack, Hank Lammens, Brad Werenka - Jean-Yves Roy, Greg Johnson, Todd Hlushko - Derek Laxdal, Mike Brewer, Stephane Roy - Keith Morris, Jackson Penny, Trevor Sim - Brett Lindros, Dominic Emodeo, Eric Bellrose - Greg Parks.
ČSFR: Zdeněk Orct (41. Petr Bříza) - Drahomír Kadlec, Miloš Holaň, František Procházka, Bedřich Ščerban, Ľubomír Sekeráš, Ján Varholík, Aleš Flašar, Jaroslav Nedvěd - Petr Rosol, Jiří Kučera, Kamil Kašťák - Luboš Rob, Roman Horák, Tomáš Kapusta - Ladislav Karabin, Petr Kořínek, Richard Žemlička - Jan Čaloun, Jiří Dopita, Roman Ryšánek.
 Rusko I -  Československo 2:4 (0:1, 1:2, 1:1)
17. prosince 1992 - Moskva

Branky a nahrávky Ruska I: 39:55 Dmitrij Popov (Andrej Nikolišin, Ilja Bjakin), 45:34 Vjačeslav Bykov (Michail Volkov).

Branky a nahrávky Československa: 7:33 Miloš Holaň, 24:28 Jiří Kučera, 37:47 Tomáš Kapusta (Jiří Kučera, Petr Rosol), 42:26 Jiří Kučera (Drahomír Kadlec).

Rozhodčí: Vincent Moreno (SUI) - Sergej Feofanov (RUS), Zajdulin (RUS)

Vyloučení: 5:10 (využití 1:2, v oslabení 0:1) navíc Alexej Jašin na 10 minut.
Rusko II: Alexej Červjakov - Dmitrij Filimonov, Ilja Bjakin, Sergej Sorokin, Alexandr Karpovcev, Sergej Šenděljev, Dmitrij Frolov, Oleg Davydov, Andrej Šapošnikov - Jan Kaminsky, Alexej Jašin, Sergej Petrenko - Alexej Jefimov, Vjačeslav Bykov, Michail Volkov - Andrej Nikolišin, Vladimir Jeremin, Dmitrij Popov - Oleg Malcev, Igor Fedulov, Konstantin Astrachancev.
ČSFR: Petr Bříza - Drahomír Kadlec, Miloš Holaň, František Procházka, Bedřich Ščerban, Ľubomír Sekeráš, Aleš Flašar, Jaroslav Nedvěd - Petr Rosol, Jiří Kučera, Kamil Kašťák - Luboš Rob, Roman Horák, Tomáš Kapusta - Jan Čaloun, Jiří Dopita, Richard Žemlička - Ladislav Karabin, Petr Kořínek, Branislav Jánoš.
 Švýcarsko -  Kanada 3:2 (2:1, 1:1, 0:0)
17. prosince 1992 - Moskva

Branky a nahrávky Švýcarska: 5. Gil Montandon (Luigi Riva), 5. Roberto Triulzi (Gilles Montandon), 33. Alfred Luthi.

Branky a nahrávky Kanady: 14. Hank Lammens, 21. Derek Mayer (Trevor Sim).

Rozhodčí: Valerij Bokarev (RUS) - Alexander Minchajlo (RUS), Anatolij Zacharov (RUS).
Švýcarsko: Patrick Schöpf - Andreas Beutler, Luigi Riva, Patrick Sutter, Andre Kunzi, Rick Tschumi, Samuel Balmer, Sven Leuenberger, Martin Rauch - Roberto Triulzi, Gilles Montandon, Mario Brodmann - Andreas Thon, Roger Teuni, Bruno Erni - Manuele Celio, Theo Wittmann, Christian Weber - Keith Fair, Alfred Luthi, Patrick Howald.
Kanada: Jason Muzzatti (59:31) - Derek Meyer, Hank Lammens, Mike Brewer, Ken Lavsin, Garth Premack, David Harlock, Brad Werenka - Jean-Yves Roy, Greg Johnson, Todd Hlushko - Trevor Sim, Jackson Penny, Keith Morris - Derek Laxdal, Greg Parks, Stefan Roy - Brett Lindros, Dominic Emodeo, Eric Bellrose.
 Rusko I -  Kanada 4:3 (2:0, 1:2, 1:1)
19. prosince 1992 - Moskva

Branky a nahrávky Ruska I: 12. Sergej Sorokin (Sergej Petrenko), 16. Konstantin Astrachancev (Igor Fedulov), 23. Igor Fedulov, 51. Konstantin Astrachancev.

Branky a nahrávky Kanady: 27. Greg Parks (Ken Lovesin), 38. Greg Parks (Brett Lindros, Mike Brewer), 56. Jean-Yves Roy (Greg Johnson).

Rozhodčí: Anton Danko (TCH)
Kanada: Allen Roy (59:30) - Derek Meyer, Brad Werenka, Hank Lammens, Ken Lavsin, Garth Premack, David Harlock - Brett Lindros, Greg Parks, Mike Brewer - Jean-Yves Roy, Greg Johnson, Todd Hlushko - Trevor Sim, Dominic Emodeo, Jackson Penny - Eric Bellrose, Stefan Roy, Derek Laxdal - Keith Morris.
Rusko: Andrej Zujev - Sergej Sorokin, Alexandr Karpovcev, Sergej Šendělev, Dmitrij Frolov, Dmitrij Filimonov, Ilja Bjakin, Oleg Davydov, Andrej Šapošnikov -Jan Kaminsky, Alexej Jašin, Sergej Petrenko - Alexey Jefimov, Vjačeslav Bykov, Michail Volkov - Dmitrij Popov, Vladimir Jeremin, Andrej Nikolišin - Konstantin Astrachancev, Igor Fedulov, Oleg Malcev.
 Československo -  Švýcarsko 7:2 (2:0, 2:0, 3:2)
19. prosince 1992 - Moskva

Branky a nahrávky Československa: 8:11 Aleš Flašar (Kamil Kašťák), 19:59 Jiří Dopita (František Procházka), 24:59 Jiří Dopita (Richard Žemlička, Drahomír Kadlec), 32:17 Horák (Luboš Rob), 43:49 Drahomír Kadlec, 57:32 Jan Čaloun (Jiří Dopita), 59:45 Jan Čaloun (Jiří Dopita).

Branky a nahrávky Švýcarska: 44:40 Patrick Sutter (Christian Weber, Andreas Thon), 56:20 Patrick Sutter (Gilles Montandon).

Rozhodčí: Robert Simonds (CAN) - Igor Striganov (RUS), Čerenkov (RUS)

Vyloučení: 6:5 (využití 2:0)
ČSFR: Petr Bříza - Drahomír Kadlec, Miloš Holaň, Ľubomír Sekeráš, Aleš Flašar (41. Jaroslav Nedvěd), František Procházka, Bedřich Ščerban - Petr Rosol, Jiří Kučera, Kamil Kašťák - Luboš Rob, Roman Horák, Tomáš Kapusta - Ladislav Karabin, Petr Kořínek, Branislav Jánoš - Jan Čaloun, Jiří Dopita, Richard Žemlička.
Švýcarsko: Reto Pavoni - Andre Kunzi, Patrick Sutter, Rick Tschumi, Luigi Riva, Sven Leuenberger, Martin Rauch, Andreas Beutler, Samuel Balmer - Keith Fair, Alfred Luthi, Patrik Howald - Roberto Triulzi, Gil Montandon, Mario Brodmann - Manuele Celio, Vincent Lechenne, Bruno Erni - Christian Weber, Andreas Thon, Roger Thony.

### Skupina B
|    |          | RUS II | SWE     | FIN    | GER     | V | R | P | Skóre | B |
| 1. | Rusko II | Rusko  | 4:3     | 2:1    | 8:1     | 3 | 0 | 0 | 14:5  | 6 |
| 2. | Švédsko  | 3:4    | Švédsko | 3:2    | 4:1     | 2 | 0 | 1 | 10:7  | 4 |
| 3. | Finsko   | 1:2    | 2:3     | Finsko | 6:2     | 1 | 0 | 2 | 9:7   | 2 |
| 4. | Německo  | 1:8    | 1:4     | 2:6    | Německo | 0 | 0 | 3 | 4:18  | 0 |

 Rusko II -  Německo 8:1 (2:0, 4:1, 2:0)
15. prosince 1992 - Petrohrad

Branky a nahrávky Ruska II: 8. Ravil Gusmanov (Sergej Jelakov, Valerij Karpov), 20. Dmitrij Denisov, 22. Andrej Kudinov (Igor Varickyj, Alexandr Švarjov), 25. Sergej Homolajko (Sergej Tertyšnyj), 30. Andrey Kudinov (Sergej Homolajko, Igor Varickyj), 40. Sergej Jelakov (Boris Mironov, Valerij Karpov), 50. Oleg Komissarov (Rail Muftiev, Vladislav Morozov), 54. Sergej Homolajko (Sergej Tertyšnyj).

Branky Německa: 35. Ernst Köpf.

Rozhodčí: Pertti Juhola (FIN) - Aalexej Zajcev (RUS), Valerij Nosov (RUS)
Rusko II: Maxim Michajlovskij (41. Sergej Nikolajev) - Igor Ivanov, Jevgenij Namestnikov, Sergej Tertyšnyj, Alexandr Švarjov, Valerij Nikulin, Boris Mironov, Andrej Martemjanov, Oleg Komissarov - Andrej Potajčuk, Alexej Kudašov, Sergej Zolotov - Sergej Homolajko, Andrey Kudinov, Igor Varickyj - Ravil Gusmanov, Sergej Jelakov, Valerij Karpov - Dmitrij Denisov, Rail Muftiev, Boris Timofejev - Pavel Veližanin, Vadim Morozov.
Německo: Klaus Merck - Josef Lehner, Marco Rench, Torsten Kinass, Brad Bergen, Michael Brezak, Daniel Kunze, Heinrich Schiffl, Daniel Nowak - Raphael Kruger, Rainer Zerwesz, Reemt Pyka - Ernst Köpf, Christian Schmitz, Michael Rumrich - Karl Mayer, Tobias Abstreiter, Jörg Hendrik - Leo Stefan, Christoph Zandner, Till Feather.
 Švédsko -  Finsko 3:2 (0:1, 2:0, 1:1)
15. prosince 1992 - Petrohrad

Branky a nahrávky Švédska: 32. Fredrik Nilsson (Patrick Eriksson), 35. Peter Larsson (Patrick Eriksson), 45. Patrick Julin.

Branky a nahrávky Finska: 11. Jarmo Kekalainen (Mika Alatalo, Sami Nuuttinen), 59. Mika Alatalo (Mikko Haapakoski, Jarmo Kekäläinen).

Rozhodčí: Victor Gubernatorov (RUS) - Konstantin Komissarov (RUS), Anatolij Jelistratov (RUS)
Švédsko: Peter Oslin - Fredrik Stillman, Kenneth Kennholt, Christer Ohlsson, Arto Blomsten, Stefan Larsson, Peter Popovic - Mikael Renberg, Stefan Nilsson, Jan Viktorsson - Patrik Julin, Jan Larsson, Stefan Elvenes - Patrick Eriksson, Fredrik Nilsson, Peter Larsson - Anders Huusko, Stefan Ernskog, Lars Edström.
Finsko: Sakari Lindfors (59:14) - Pasi Huura, Timo Jutila, Janne Laukkanen, Pasi Sormunen, Marko Kiprusoff, Sami Nuutinen, Mikko Haapakoski, Kari Harila -Jarkko Varvio, Jukka-Pekka Seppo, Juha Riihijärvi - Jari Korpisalo, Rauli Raitanen, Petri Varis - Janne Virtanen, Jarmo Kekäläinen, Mika Alatalo - Timo Peltomaa, Juha Ilönen, Tero Lehterä.
 Německo -  Finsko 2:6 (1:2, 1:0, 0:4)
17. prosince 1992 - Petrohrad

Branky a nahrávky Německa: 4. Leo Stefan (Christoph Zandner), 39. Ernst Köpf (Marco Rench).

Branky a nahrávky Finska: 2. Juha Riihijärvi (Jarkko Varvio), 14. Juha Ylönen, 43. Rauli Raitanen, 50. Juha Riihijärvi, 53. Juha Ylönen, 59. Juha Riihijärvi (Jukka-Pekka Seppo).

Rozhodčí: Lundqvist (SWE)
Německo: Cristian Frütel - Heinrich Schiffl, Torsten Kinass, Michael Brezak, Daniel Kunze, Josef Lehner, Marco Rench, Daniel Nowak, Raphael Kruger - Thomas Schinko, Rainer Zerwesz, Reemt Pyka - Ernst Köpf, Christian Schmitz, Jörg Hendrik - Karl Mayer, Tobias Abstreiter, Michael Rumrich - Leo Stefan, Christoph Zandner, Till Feather - Brad Bergen.
Finsko: Ari-Pekka Siekkinen - Marko Kiprusoff, Timo Jutila, Janne Laukkanen, Pasi Sormunen, Pasi Huura, Sami Nuutinen, Mikko Haapakoski, Kari Harila - Jarkko Varvio, Jukka-Pekka Seppo, Juha Riihijärvi - Jari Korpisalo, Rauli Raitanen, Petri Varis - Timo Peltomaa, Jarmo Kekäläinen, Mika Alatalo - Janne Virtanen, Juha Ilönen.
 Rusko II -  Švédsko 4:3 (1:1, 0:2, 3:0)
17. prosince 1992 - Petrohrad

Branky a nahrávky Ruska II: 6. Boris Mironov, 42. Igor Varickyj (Sergej Homolajko), 44. Andrej Kudinov (Sergej Homolajko), 46. Raul Muftijev (Dmitrij Denisov).

Branky a nahrávky Švédska: 1. Patrik Juhlin (Jan Larsson), 30. Patrik Erickson (Jan Larsson, Patrik Juhlin), 40. Peter Larsson (Fredrik Nilsson, Peter Eriksson).

Rozhodčí: Gerhard Müller (GER)
Rusko II: Maxim Michajlovskij - Igor Ivanov, Jevgenij Namestnikov, Sergej Tertyšnyj, Alexandr Švarjov, Valerij Nikulin, Boris Mironov, Andrej Martemjanov, Oleg Komissarov - Andrej Potajčuk, Alexej Kudašov, Sergej Zolotov - Sergej Homolajko, Andrey Kudinov, Igor Varickyj - Ravil Gusmanov, Sergej Jelakov, Valerij Karpov - Dmitrij Denisov, Rail Muftiev, Boris Timofejev - Pavel Veližanin.
Švédsko: Håkan Algotsson (59:18) - Fredrik Stillman, Kenneth Kennholt, Lars Edström, Arto Blomsten, Stefan Larsson, Peter Popovic - Mikael Renberg, Stefan Nilsson, Jan Viktorsson - Patrik Juhlin, Jan Larsson, Charles Berglund - Patrick Eriksson, Fredrik Nilsson, Peter Larsson - Anders Huusko, Stefan Örnskog.
 Německo -  Švédsko 1:4 (0:1, 1:2, 0:1)
19. prosince 1992 - Petrohrad

Branky Německa: 31. Rainer Zerwesz.

Branky a nahrávky Švédska: 5. Patrik Juhlin (Stefan Nilsson), 34. Jan Larsson (Stefan Nilsson, Patrik Juhlin), 38. Patrik Juhlin, 52. Stefan Larsson (Fredrik Nilsson, Peter Larsson)..

Rozhodčí: Victor Gubernatorov (RUS)
Německo: Klaus Merck - Heinrich Schiffl, Torsten Kinass, Michael Brezak, Daniel Kunze, Josef Lehner, Marco Rench, Daniel Nowak, Brad Bergen - Thomas Schinko, Rainer Zerwesz, Reemt Pyka - Ernst Köpf, Christian Schmitz, Jörg Hendrik - Karl Mayer, Tobias Abstreiter, Michael Rumrich - Leo Stefan, Christoph Zandner, Till Feather, Brad Bergen.
Švédsko: Peter Oslin - Fredrik Stillman, Kenneth Kennholt, Christer Olsson, Arto Blomsten, Stefan Larsson, Peter Popovic, Mikael Renberg, Stefan Örnskog, Jan Viktorsson - Patrik Juhlin, Jan Larsson, Stefan Nilsson - Patrick Eriksson, Fredrik Nilsson, Peter Larsson - Charles Berglund, Lars Edström, Stefan Elvenes.
 Rusko II -  Finsko 2:1 (1:0, 1:0, 0:1)
19. prosince 1992 - Petrohrad

Branky a nahrávky Ruska II: 7. Alexej Kudašov (Andrej Potajčuk, Sergej Zolotov), 34. Dmitrij Denisov (Sergej Jelakov).

Branky a nahrávky Finska: 55. Jukka-Pekka Seppo (Timo Jutila).

Rozhodčí: Gerhard Müller (GER)
Finsko: Sakari Lindfors - Marko Kiprusoff, Timo Jutila, Janne Laukkanen, Pasi Sormunen, Pasi Huura, Sami Nuutinen, Mikko Haapakoski, Kari Harila - Jarkko Varvio, Jukka-Pekka Seppo, Juha Riihijärvi - Jari Korpisalo, Rauli Raitanen, Petri Varis - Timo Peltomaa, Jarmo Kekäläinen, Mika Alatalo - Janne Virtanen, Juha Ilönen, 
Tero Lehterä.
Rusko II: Maxim Michajlovskij - Igor Ivanov, Jevgenij Namestnikov, Sergej Tertyšnyj, Pavel Veližanin, Valerij Nikulin, Boris Mironov, Andrej Martemjanov, Oleg Komissarov - Andrej Potajčuk, Alexej Kudašov, Sergej Zolotov - Sergej Homolajko, Andrey Kudinov, Igor Varickyj - Ravil Gusmanov, Sergej Jelakov, Valerij Karpov - Dmitrij Denisov, Rail Muftiev, Vadim Morozov - Boris Timofejev, Alexandr Švarjov.

### Finále
Rusko II -  Československo 2:1 (1:1, 1:0, 0:0)
21. prosince 1992 - Moskva

Branky a nahrávky Ruska II: 12:13 Ravil Gusmanov (Valerij Karpov), 28:51 Alexej Kudašov.

Branky a nahrávky Československa: 9:40 Roman Horák (Luboš Rob).

Rozhodčí: Robert Simonds (CAN) - Sergej Feofanov (RUS), Sergej Karabanov (RUS)

Vyloučení: 7:5 (využití 1:0)
ČSFR: Petr Bříza - Drahomír Kadlec, Miloš Holaň, Bedřich Ščerban, František Procházka, Jaroslav Nedvěd, Ľubomír Sekeráš - Petr Rosol, Tomáš Kapusta, Kamil Kašťák - Luboš Rob, Roman Horák, Roman Ryšánek - Ladislav Karabin, Petr Kořínek, Branislav Jánoš - Jan Čaloun, Jiří Dopita, Richard Žemlička.
Rusko II: Maxim Michajlovskij - Igor Ivanov, Jevgenij Namestnikov, Sergej Tertyšnyj, Alexandr Švarjov, Valerij Nikulin, Boris Mironov, Andrej Martemjanov, Oleg Komissarov - Andrej Potajčuk, Alexej Kudašov, Sergej Zolotov - Sergej Homolajko, Andrey Kudinov, Igor Varickyj - Ravil Gusmanov, Sergej Jelakov, Valerij Karpov - Dmitrij Denisov, Rail Muftiev - Boris Timofejev.

### O 3. místo
Rusko I -  Švédsko 4:1 (1:0, 1:0, 2:1)
21. prosince 1992 - Petrohrad

Branky a nahrávky Ruska I: 2. Michail Volkov (Sergej Puškov), 23. Konstantin Astrachancev (Andrej Šapošnikov, Igor Fedulov), 42. Dmitrij Frolov (Sergej Puškov), 54. Konstantin Astrachancev (Oleg Malcev).

Branky a nahrávky Švédska: 45. Fredrik Nilsson (Patrick Eriksson).

Rozhodčí: Pertti Juhola (FIN)
Rusko: Andrej Zujev - Sergej Sorokin, Alexandr Karpovcev, Sergej Šendělev, Dmitrij Frolov, Oleg Davydov, Andrej Šapošnikov, Dmitrij Filimonov - Ilja Bjakin, Jan Kaminsky, Alexej Jašin - Sergej Petrenko, Michail Volkov, Vjačeslav Bykov - Sergej Puškov, Konstantin Astrachancev, Igor Fedulov - Oleg Malcev, Dmitrij Popov, Vladimir Jeremin - Andrej Nikolišin, Alexey Jefimov.
Švédsko: Peter Oslin (59:09) - Fredrik Stillman, Kenneth Kennholt, Arto Blomsten, Stefan Larsson, Roger Åkerström, Peter Popovic - Charles Berglund, Mikael Renberg, Jan Viktorsson - Patrick Eriksson, Lars Edström, Stefan Örnskog, Patrik Juhlin - Jan Larsson, Stefan Nilsson, Anders Huusko, Fredrik Nilsson, Peter Larsson.

### O 5. místo
Finsko -  Švýcarsko 3:1 (0:1, 0:0, 3:0)
21. prosince 1992 - Petrohrad

Branky a nahrávky Finska: 48. Juha Riihijärvi (Jarkko Varvio, Timo Jutila), 49. Jarkko Varvio (Juha Riihijärvi, Jukka-Pekka Seppo), 56. Jukka-Pekka Seppo (Juha Riihijärvi, Jarkko Varvio).

Branky a nahrávky Švýcarska: 16. Alfred Luthi (Sven Leuenberger).

Rozhodčí: Lundqvist (SWE)
Finsko: Ari-Pekka Siekkinen - Marko Kiprusoff, Timo Jutila, Janne Laukkanen, Pasi Sormunen, Pasi Huura, Sami Nuutinen, Mikko Haapakoski, Kari Harila - Jarkko Varvio, Jukka-Pekka Seppo, Juha Riihijärvi - Jari Korpisalo, Rauli Raitanen, Petri Varis - Timo Peltomaa, Jarmo Kekäläinen, Mika Alatalo - Janne Virtanen, Juha Ilönen, 
Tero Lehterä.
Švýcarsko: Reto Pavoni - Andre Kunzi, Patrick Sutter, Rick Tschumi, Luigi Riva, Andreas Beutler, Samuel Balmer, Sven Leuenberger, Martin Rauch - Manuele Celio, Vincent Lechenne, Bruno Erni - Keith Fair, Alfred Luthi, Mario Brodmann - Roberto Triulzi, Gil Montandon, Patrik Howald - Christian Weber, Andreas Thon, Roger Thony.

### O 7. místo
Kanada -  Německo 6:1 (3:1, 2:0, 1:0)
21. prosince 1992 - Moskva

Branky a nahrávky Kanady: 8. Trevor Sim (Derek Laxdal, Hank Lammens), 15. Derek Laxdal (Jackson Penny), 18. Jackson Penny (Derek Laxdal), 45. Jackson Penny (Trevor Sim), 32. Jean-Yves Roy (Todd Hlushko, Greg Johnson), 34. Eric Bellrose (Brett Lindros).

Branky a nahrávky Německa: 14. Reemt Pyka (Thomas Schinko, Rainer Cerves).

Rozhodčí: Vincent Moreno (SUI)

## Statistiky

### Nejlepší hráči
| Brankář             | Maxim Michajlovský |
| Obránce             | Peter Popovic      |
| Útočník             | Valerij Karpov     |
| Nejužitečnější hráč | Maxim Michajlovský |

### Kanadské bodování
| Poř. | Kanadské bodování | Branky | Přihrávky | Body |
| ---- | ----------------- | ------ | --------- | ---- |
| 1.   | Juha Riihijärvi   | 4      | 2         | 6    |
| 1.   | Patrik Juhlin     | 4      | 2         | 6    |